# Alan Soñora
Alan Soñora (Nueva Jersey, 3 de agosto de 1998) es un futbolista estadounidense de origen argentino que se desempeña como mediocampista ofensivo en el Club Cerro Porteño de la Primera División de Paraguay. 

## Carrera

### Independiente
Soñora jugó sus primeros 6 años como futbolista en las inferiores de Boca Juniors y después, en las de Independiente, con el cual fue trasladado al primer equipo por el técnico Sebastián Beccacece en la temporada 2019-20, teniéndolo en el banco de suplentes en 5 ocasiones entre Superliga y Copa Sudamericana. Su debut oficial ocurrió el 26 de septiembre del 2019 en un partido contra Defensa y Justicia correspondiente a los octavos de final de la Copa Argentina 2018-19, entrando como reemplazo por Silvio Romero a los 66 minutos, el partido terminó 1 a 0 a favor del Rojo. Su primer gol lo hizo también ante Defensa, en un partido por la última fecha de la primera fase de la Copa Maradona al minuto 3, Independiente terminaría ganando ese partido por 1 a 0.
Alan se terminó yendo libre del club tras no llegar a un acuerdo con la dirigencia por su renovación, pasando a ser jugador libre a partir del 1 de enero del 2023.

### Juárez
El 7 de febrero del 2023, Alan junto a su hermano Joel Soñora fueron anunciados como nuevos jugadores del FC Juárez de la Primera División de México.Su paso por el club fue breve, ya que a los pocos meses de su llegada, volvió a Argentina para vestir la camiseta de Huracán. 

## Carrera internacional
Pese a ser elegible tanto para la selección argentina, por su padre, como para la de Estados Unidos por su lugar de nacimiento; Alan manifestó su preferencia para la norteamericana para jugar junto a su hermano también futbolista Joel Soñora.
Fue incluido por Anthony Hudson en la convocatoria de los Estados Unidos para los amistosos de enero de 2023. Su debut se dio el 25 de enero ante Serbia.

## Vida personal
Su hermano es Joel también jugador de fútbol. Son hijos de Diego Soñora, quien jugaba en la MLS al momento de sus nacimientos; razón por la cual poseen la nacionalidad estadounidense.

## Estadísticas

### Clubes
Actualizado hasta su último partido disputado el 24 de abril de 2025.
| Club                          | Div.          | Temporada     | Liga  | Liga  | Liga   | Copas nacionales | Copas nacionales | Copas nacionales | Torneos internacionales | Torneos internacionales | Torneos internacionales | Total | Total | Total  |
| Club                          | Div.          | Temporada     | Part. | Goles | Asist. | Part.            | Goles            | Asist.           | Part.                   | Goles                   | Asist.                  | Part. | Goles | Asist. |
| ----------------------------- | ------------- | ------------- | ----- | ----- | ------ | ---------------- | ---------------- | ---------------- | ----------------------- | ----------------------- | ----------------------- | ----- | ----- | ------ |
| C. A. Independiente Argentina | 1.ª           | 2019-20       | 2     | 0     | 0      | 1                | 0                | 0                | 1                       | 0                       | 0                       | 4     | 0     | 0      |
| C. A. Independiente Argentina | 1.ª           | 2020          | —     | —     | —      | 11               | 1                | 1                | 5                       | 0                       | 0                       | 16    | 1     | 1      |
| C. A. Independiente Argentina | 1.ª           | 2021          | 17    | 4     | 4      | 4                | 0                | 0                | 4                       | 0                       | 0                       | 25    | 4     | 4      |
| C. A. Independiente Argentina | 1.ª           | 2022          | 21    | 2     | 1      | 15               | 2                | 1                | 6                       | 2                       | 0                       | 42    | 6     | 2      |
| C. A. Independiente Argentina | Total club    | Total club    | 40    | 6     | 5      | 31               | 3                | 2                | 16                      | 2                       | 0                       | 87    | 11    | 7      |
| F. C. Juárez · México         | 1.ª           | C-2023        | 8     | 0     | 1      | —                | —                | —                | —                       | —                       | —                       | 8     | 0     | 1      |
| F. C. Juárez · México         | Total club    | Total club    | 8     | 0     | 1      | 0                | 0                | 0                | 0                       | 0                       | 0                       | 8     | 0     | 1      |
| C. A. Huracán Argentina       | 1.ª           | 2023          | —     | —     | —      | 12               | 1                | 2                | —                       | —                       | —                       | 12    | 1     | 2      |
| C. A. Huracán Argentina       | 1.ª           | 2024          | 7     | 1     | 0      | 11               | 0                | 1                | —                       | —                       | —                       | 18    | 1     | 1      |
| C. A. Huracán Argentina       | Total club    | Total club    | 7     | 1     | 0      | 23               | 1                | 3                | 0                       | 0                       | 0                       | 30    | 2     | 3      |
| Cerro Porteño Paraguay        | 1.ª           | 2025          | 9     | 0     | 1      | —                | —                | —                | 4                       | 0                       | 0                       | 13    | 0     | 1      |
| Cerro Porteño Paraguay        | Total club    | Total club    | 9     | 0     | 1      | 0                | 0                | 0                | 4                       | 0                       | 0                       | 13    | 0     | 1      |
| Total carrera                 | Total carrera | Total carrera | 64    | 7     | 7      | 54               | 4                | 5                | 20                      | 2                       | 0                       | 138   | 13    | 12     |
| 1. 2. 3.                      |               |               |       |       |        |                  |                  |                  |                         |                         |                         |       |       |        |

### Selección nacional
Actualizado hasta su último partido disputado el 29 de junio de 2023.
| Selección               | Año             | Amistosos | Amistosos | Amistosos | Eliminatorias | Eliminatorias | Eliminatorias | Continental | Continental | Continental | Mundial | Mundial | Mundial | Total | Total | Total  |
| Selección               | Año             | Part.     | Goles     | Asist.    | Part.         | Goles         | Asist.        | Part.       | Goles       | Asist.      | Part.   | Goles   | Asist.  | Part. | Goles | Asist. |
| ----------------------- | --------------- | --------- | --------- | --------- | ------------- | ------------- | ------------- | ----------- | ----------- | ----------- | ------- | ------- | ------- | ----- | ----- | ------ |
| Absoluta Estados Unidos | 2023            | 3         | 0         | 0         | ―             | ―             | ―             | 2           | 0           | 0           | ―       | ―       | ―       | 5     | 0     | 0      |
| Total selección         | Total selección | 3         | 0         | 0         | 0             | 0             | 0             | 2           | 0           | 0           | 0       | 0       | 0       | 5     | 0     | 0      |
| 1. 2.                   |                 |           |           |           |               |               |               |             |             |             |         |         |         |       |       |        |

## Palmarés

### Títulos internacionales
| Título                          | Club           | Sede           | Año  |
| ------------------------------- | -------------- | -------------- | ---- |
| Liga de Naciones de la Concacaf | Estados Unidos | Estados Unidos | 2023 |